# Cirio (vela)

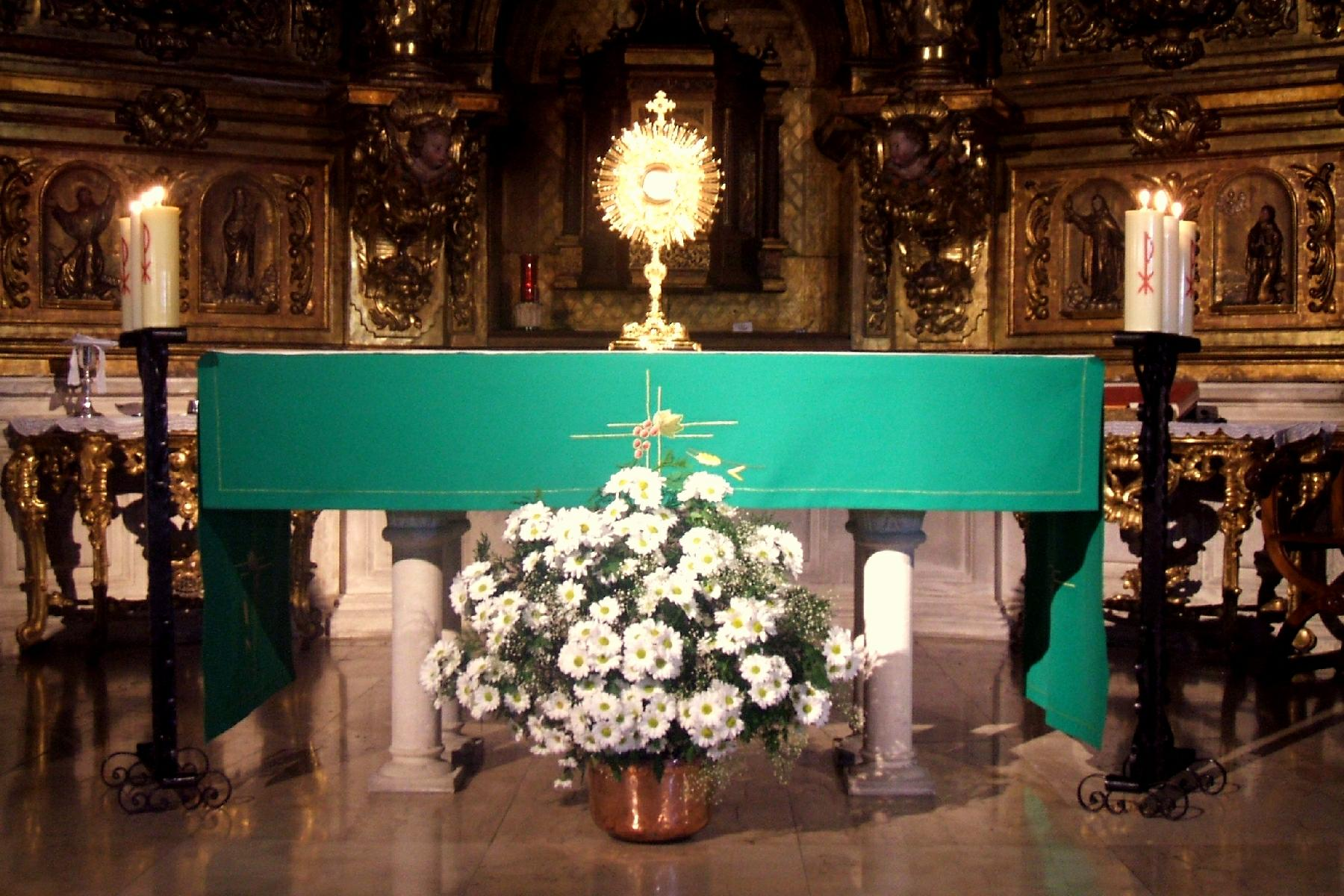
Altar flanqueado por cirios.

Se llama cirio a la vela de cera que se enciende en las ceremonias religiosas. 
Como los primeros cristianos en tiempo de las persecuciones no se atrevían a reunirse sino durante la noche y las más veces en ciertos sitios subterráneos, se vieron obligados a servirse de cirios y hachas para celebrar los santos misterios. También tuvieron necesidad de ellas tan luego como se les permitió edificar iglesias, siendo construidas de forma que recibían una luz muy escasa. La oscuridad inspiraba mayor recogimiento y respeto.

No es por consiguiente necesario recurrir a los usos de los paganos ni a los de los judíos para hallar el origen de los cirios en las iglesias. San Juan, que ha representado en el Apocalipsis las asambleas cristianas hace mención de cirios y candeleros de oro. En los cánones apostólicos, can. 3, se habló de las lámparas que ardían en la iglesia.
En todo tiempo y era, en los pueblos, las iluminaciones han sido un signo de alegría y un modo de honrar a los magnates. Es pues muy natural que se emplease también este signo para honrar a la divinidad.
En todo el oriente - dice San Gerónimo-  se encienden cirios en las iglesias en medio del día, no para disipar las tinieblas sino en señal de alegría y a fin de representar por medio de esta luz sensible la luz interior de que habló el Salmista cuando dijo: «Vuestra palabra, Señor, es una antorcha que me ilumina y dirige mis pasos por el camino de la virtud». Tom. 4, 1ª part. pág. 284.

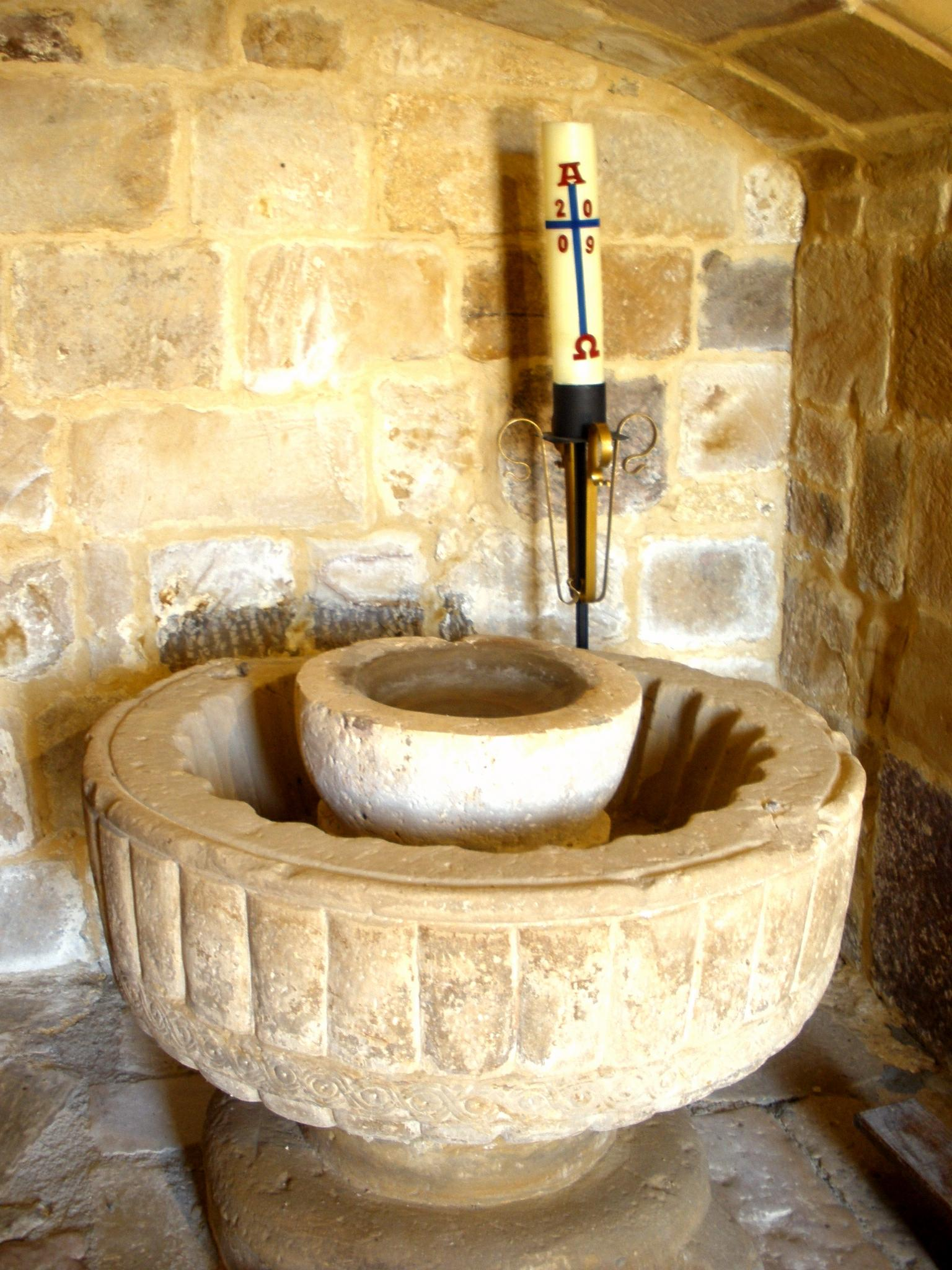
Pila bautismal con cirio.

Claudio de Veri, en su Explicación de las ceremonias de la iglesia se aventuró a asegurar que al principio no se encendían cirios sino por necesidad puesto que los oficios de la noche exigían este auxilio y que no se comenzó sino después del siglo IX a dar razones morales y místicas de este uso. M. Languet al refutar a dicho autor ha probado con monumentos del tercero y cuarto siglo que desde el principio de la Iglesia se han usado cirios en el oficio divino por razones morales y místicas para honrar a Dios, para testificar de que Jesucristo es según la expresión de San Juan la luz que ilumina a todo hombre que viene a este mundo, para hacer recordar a los fieles la palabra de Jesús, que dijo a sus discípulos: 
Vosotros sois la luz del mundo, ceñid vuestros riñones y tened en la mano lámparas encendidas, etc.

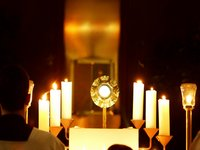
Adoración eucarística con cirios.

Esta es la razón porqué se ponía en la mano de los nuevos bautizados un cirio encendido, repitiéndoles o haciéndoles repetir esta lección y por la misma causa se encienden cirios para leer el Evangelio en la misa. Así fue que el concilio de Trento no se equivocó al considerar este uso como de tradición apostólica, sess. 22, c.5.
Al principio del quinto siglo, el hereje Vigilando objetó que este uso era una práctica tomada de los paganos, los cuales hacían arder lámparas y cirios ante las estatuas de sus dioses. San Gerónimo le responde que el culto tributado por los paganos a sus ídolos era detestable porque se dirigía a unos objetos imaginarios e indignos de veneración. Que el de los cristianos, dirigido a Dios y a los mártires es laudable porque son unos seres reales y muy dignos de nuestros respetos. 
El concilio de Elvira, celebrado hacia el año 300, can. 3i, prohíbe se enciendan durante el día cirios en los cementerios porque, dice, no se debe inquietar a los espíritus o almas de los santos. Se han dado diferentes explicaciones acerca de este canon: parece que hace alusión a la queja que dirigió Samuel a Saúl cuando este le hizo llamar por la pitonisa de Endor: 
¿Por qué habéis turbado mi reposo, haciéndome salir de la tumba? Cuare inquietasti me ut suscitarer? 1ª Reg. c. 28, f. 15.
Por tanto, el concilio condenaba la superstición de los que encendían cirios en los cementerios a fin de evocar a los muertos. Esto era un resto de paganismo.